# Rhotana marmorata
Rhotana marmorata är en insektsart som beskrevs av Bernhard Zelazny 1981. Rhotana marmorata ingår i släktet Rhotana och familjen Derbidae. Inga underarter finns listade i Catalogue of Life.